# Cúp EFL 2016–17
Cúp EFL 2016–17 là mùa giải thứ 57 của EFL Cup, trước đây được gọi là Football League Cup, bao gồm tất cả 92 câu lạc bộ từ Premier League và English Football League (EFL). Bắt đầu của tuần 8 tháng 8 năm 2016 và kết thúc với trận chung kết ngày 26 tháng 2 năm 2017. Cúp không có nhà tài trợ sau sự rút lui của Capital One sau bốn năm mang tên Capital One Cup, và được đổi tên thành EFL Cup sau khi Football League được đổi tên thành EFL.
Đội vô địch sẽ giành quyền tham dự vòng loại thứ ba UEFA Europa League 2017–18.
Manchester United đã vô địch lần thứ 5 trong lịch sử của đội bóng này khi thắng Southampton với tỷ số 3–2 trong trận Chung kết Cúp EFL 2017.

## Thể thức
League Cup là giải đấu dành cho tất cả 92 thành viên của Premier League và English Football League và được chia thành bảy vòng, được sắp xếp tổ chức để có 32 câu lạc còn lại ở vòng ba. Các câu lạc bộ tham dự cúp châu Âu trong mùa giải sẽ được vào thẳng vòng ba, các câu lạc bộ còn lại của Premier League tham dự từ vòng hai, và các câu lạc bộ Football League tham dự từ vòng một.
League Cup thi đấu theo thể thức loại trực tiếp, trừ vòng bán kết, thi đấu một trận để xác định đội thắng vào vòng tiếp theo. Trận bán kết sẽ thi đấu theo thể thức đi-về, mỗi đội thi đấu một trận trên sân nhà, câu lạc bộ nào ghi được nhiều bàn thắng hơn sau hai lượt trận sẽ lọt vào chung kết. Nếu tỉ số hòa trong 90 phút, hoặc tỉ số hòa sau hai lượt trận ở bán kết, thì ba mươi phút hiệp phụ được thi đấu, chia thành hai hiệp mười năm phút. Nếu tổng tỉ số sau hai lượt trận vẫn hòa sau hiệp phụ thì luật bàn thắng sân khách sẽ được áp dụng. Nếu vẫn hòa sau hiệp phụ thì sẽ sút luân lưu.
Trong năm vòng đầu, câu lạc bộ được bốc thăm trước sẽ thi đấu trên sân nhà, ở vòng bán kết câu lạc bộ được bốc thăm trước sẽ thi đấu lượt đi trên sân nhà. Trận chung kết sẽ diễn ra trên sân trung lập.

## Các câu lạc bộ
Tổng cộng 92 câu lạc bộ từ bốn hạng đấu cao nhất bóng đá Anh (Premier League, Football League Championship, Football League One và Football League Two) tham dự EFL Cup 2016–17.

### Phân loại
Giải đấu được tổ chức sao cho còn lại 32 câu lạc bộ ở vòng ba. Bảy mươi trong tổng số bảy mươi hai câu lạc bộ ở English Football League (hạng 2–4) tham gia từ vòng một. Vòng hai, mười ba câu lạc bộ Premier League không tham dự cúp châu Âu cũng như hai câu lạc bộ có thứ hạng cao nhất Championship 2015–16 (Newcastle United và Norwich City) sẽ bước vào thi đấu, còn lại Arsenal, Leicester City, Manchester City, Manchester United, Southampton, Tottenham Hotspur và West Ham United được vào thẳng vòng ba.
|                          | Các CLB tham dự từ vòng này                                                                              | Các CLB tham dự từ vòng trước |
| ------------------------ | --- | ----------------------------- |
| Vòng một (70 câu lạc bộ) | - 24 CLB từ Football League Two - 24 CLB từ Football League One - 22 CLB từ Football League Championship |                               |
| Vòng hai (50 câu lạc bộ) | - 2 CLB từ Football League Championship - 13 CLB Premier League (không tham dự cúp châu Âu)              | - 35 đội thắng vòng một       |
| Vòng ba (32 câu lạc bộ)  | - 7 CLB Premier League (tham dự cúp châu Âu)                                                             | - 25 đội thắng vòng hai       |
| Vòng bốn (16 câu lạc bộ) | | - 16 đội thắng vòng ba        |
| Vòng năm (8 câu lạc bộ)  | | - 8 đội thắng vòng bốn        |
| Bán kết (4 câu lạc bộ)   | | - 4 đội thắng vòng năm        |
| Chung kết (2 câu lạc bộ) | | - 2 đội thắng trận bán kết    |

## Vòng đấu và ngày bốc thăm
Lịch như sau.
| Vòng      | Ngày bốc thăm        | Lượt đi                  | Lượt về                  |
| --------- | -------------------- | ------------------------ | ------------------------ |
| Vòng một  | 22 tháng 6 năm 2016  | 9/10/11 tháng 8 năm 2016 | 9/10/11 tháng 8 năm 2016 |
| Vòng hai  | 10 tháng 8 năm 2016  | 23/24 tháng 8 năm 2016   | 23/24 tháng 8 năm 2016   |
| Vòng ba   | 24 tháng 8 năm 2016  | 20/21 tháng 9 năm 2016   | 20/21 tháng 9 năm 2016   |
| Vòng bốn  | 21 tháng 9 năm 2016  | 25/26 tháng 10 năm 2016  | 25/26 tháng 10 năm 2016  |
| Vòng năm  | 26 tháng 10 năm 2016 | 29/30 tháng 11 năm 2016  | 29/30 tháng 11 năm 2016  |
| Bán kết   | 30 tháng 11 năm 2016 | 10/11 tháng 1 năm 2017   | 24/25 tháng 1 năm 2017   |
| Chung kết | tháng 1 năm 2017     | 26 tháng 2 năm 2017      | 26 tháng 2 năm 2017      |

## Vòng một

### Tham dự
Tổng cộng có 70 câu lạc bộ thi đấu vòng một: 24 từ League Two (hạng 4), 24 từ League One (hạng 3), và 22 từ Championship (hạng 2). Việc bốc thăm vòng này dựa trên vị trí địa lý 'bắc' và 'nam'. Các đội cùng miền sẽ được bốc với nhau

### Trận đấu
| 9 tháng 8 năm 2016                                                                                                   | Accrington Stanley (4) | 0–0 (s.h.p.) (11–10 p) | Bradford City (3) | Accrington                                                             |  |
| 19:45 |                        | Chi tiết |                   | Sân vận động: Crown Ground Lượng khán giả: 1,936 Trọng tài: David Webb |  |
| |                        | Loạt sút luân lưu |                   |                                                                        |  |
| Hughes · Clark · Hewitt · McCartan · Pearson · Conneely · Beckles · Donacien · O'Sullivan · Chapman · Hughes · Clark |                        | McMahon · Webb-Foster · Hanson · Morais · Law · Marshall · Vincelot · Knight-Percival · Devine · Doyle · McMahon · Webb-Foster |                   |                                                                        |  |

| 9 tháng 8 năm 2016 | Barnsley (2) | 1–2 (s.h.p.) | Northampton Town (3)             | Barnsley                                                            |  |
| 19:45              | Scowen 21'   | Chi tiết     | Davies 52' (l.n.) · O'Toole 114' | Sân vận động: Oakwell Lượng khán giả: 4,455 Trọng tài: Carl Boyeson |  |

| 9 tháng 8 năm 2016 | Birmingham City (2) | 0–1 (s.h.p.) | Oxford United (3) | Birmingham                                                                |  |
| 19:45              |                     | Chi tiết     | Sercombe 120'     | Sân vận động: St Andrew's Lượng khán giả: 7,202 Trọng tài: Darren Handley |  |

| 9 tháng 8 năm 2016 | Blackpool (4)                                          | 4–2 (s.h.p.) | Bolton Wanderers (3)          | Blackpool                                                                  |  |
| 19:45              | Mellor 74' · Potts 78' · McAllister 109' · Herron 115' | Chi tiết     | Proctor 45+2' · Woolery 90+5' | Sân vận động: Bloomfield Road Lượng khán giả: 3,633 Trọng tài: Darren Bond |  |

| 9 tháng 8 năm 2016 | Brighton & Hove Albion (2)               | 4–0      | Colchester United (4) | Brighton                                                                           |  |
| 19:45              | Baldock 64' · Murphy 70', 86' · Manu 74' | Chi tiết |                       | Sân vận động: Sân vận động Falmer Lượng khán giả: 6,895 Trọng tài: James Linington |  |

| 9 tháng 8 năm 2016 | Cambridge United (4)       | 2–1 (s.h.p.) | Sheffield Wednesday (2) | Cambridge                                                                      |  |
| 19:45              | Mingoia 90+1' · Berry 118' | Chi tiết     | João 52'                | Sân vận động: Sân vận động Abbey Lượng khán giả: 4,170 Trọng tài: Keith Stroud |  |

| 9 tháng 8 năm 2016 | Carlisle United (4)      | 2–1      | Port Vale (3) | Carlisle                                                                 |  |
| 19:45              | Wyke 27' · S. Miller 41' | Chi tiết | Grant 51'     | Sân vận động: Brunton Park Lượng khán giả: 3,363 Trọng tài: Mark Haywood |  |

| 9 tháng 8 năm 2016 | Cheltenham Town (4) | 1–0      | Charlton Athletic (3) | Cheltenham                                                                 |  |
| 19:45              | Pell 17'            | Chi tiết |                       | Sân vận động: Whaddon Road Lượng khán giả: 2,106 Trọng tài: Brendan Malone |  |

| 9 tháng 8 năm 2016 | Coventry City (3)                    | 3–2 (s.h.p.) | Portsmouth (4)                  | Coventry                                                                 |  |
| 19:45              | Haynes 60' · Gadzhev 82' · Rose 106' | Chi tiết     | Main 20' (ph.đ.) · Naismith 85' | Sân vận động: Ricoh Arena Lượng khán giả: 4,976 Trọng tài: Andrew Madley |  |

| 9 tháng 8 năm 2016 | Derby County (2) | 1–0      | Grimsby Town (4) | Derby                                                                             |  |
| 19:45              | Keogh 60'        | Chi tiết |                  | Sân vận động: Sân vận động Pride Park Lượng khán giả: 11,692 Trọng tài: Ben Toner |  |

| 9 tháng 8 năm 2016 | Doncaster Rovers (4) | 1–2      | Nottingham Forest (2)    | Doncaster                                                                        |  |
| 19:45              | Mandeville 69'       | Chi tiết | Vaughan 11' · Ward 90+1' | Sân vận động: Sân vận động Keepmoat Lượng khán giả: 5,160 Trọng tài: Andy Haines |  |

| 9 tháng 8 năm 2016 | Exeter City (4) | 1–0 (s.h.p.) | Brentford (2) | Exeter                                                                     |  |
| 19:45              | Harley 100'     | Chi tiết     |               | Sân vận động: St James Park Lượng khán giả: 2,633 Trọng tài: Kevin Johnson |  |

| 9 tháng 8 năm 2016 | Ipswich Town (2) | 0–1      | Stevenage (4) | Ipswich                                                                        |  |
| 19:45              |                  | Chi tiết | Kennedy 53'   | Sân vận động: Portman Road Lượng khán giả: 6,858 Trọng tài: Charles Breakspear |  |

| 9 tháng 8 năm 2016 | Leyton Orient (4) | 2–3      | Fulham (2)                      | Leyton, Luân Đôn                                                         |  |
| 19:45              | McCallum 73', 81' | Chi tiết | Adeniran 29' · Woodrow 51', 54' | Sân vận động: Brisbane Road Lượng khán giả: 3,855 Trọng tài: Andy Davies |  |

| 9 tháng 8 năm 2016 | Mansfield Town (4) | 1–3      | Blackburn Rovers (2)        | Mansfield                                                              |  |
| 19:45              | M. Rose 48'        | Chi tiết | Stokes 29', 55' · Duffy 54' | Sân vận động: Field Mill Lượng khán giả: 2,885 Trọng tài: Steve Martin |  |

| 9 tháng 8 năm 2016 | Newport County (4)                | 2–3      | Milton Keynes Dons (3)                 | Newport                                                                      |  |
| 19:45              | Jackson 31' · Randall 55' (ph.đ.) | Chi tiết | Bowditch 63' (ph.đ.), 90' · Tilney 70' | Sân vận động: Rodney Parade Lượng khán giả: 1,402 Trọng tài: Oliver Langford |  |

| 9 tháng 8 năm 2016 | Oldham Athletic (3) | 2–1      | Wigan Athletic (2) | Oldham                                                                        |  |
| 19:45              | Flynn 18' · Law 83' | Chi tiết | Grigg 34'          | Sân vận động: Boundary Park Lượng khán giả: 2,554 Trọng tài: Geoff Eltringham |  |

| 9 tháng 8 năm 2016 | Peterborough United (3)            | 3–2      | AFC Wimbledon (3)          | Peterborough                                                                        |  |
| 19:45              | Nichols 64', 90+3' · P. Taylor 68' | Chi tiết | Whelpdale 34' · Taylor 78' | Sân vận động: Sân vận động London Road Lượng khán giả: 2,850 Trọng tài: Ollie Yates |  |

| 9 tháng 8 năm 2016 | Preston North End (2) | 1–0      | Hartlepool United (4) | Preston                                                              |  |
| 19:45              | Doyle 90+4'           | Chi tiết |                       | Sân vận động: Deepdale Lượng khán giả: 4,509 Trọng tài: Andy Woolmer |  |

| 9 tháng 8 năm 2016 | Rochdale (3)                                  | 3–1      | Chesterfield (3) | Rochdale                                                                          |  |
| 19:45              | Henderson 47' · Cannon 53' · Mendez-Laing 78' | Chi tiết | McGinn 30'       | Sân vận động: Sân vận động Spotland Lượng khán giả: 1,436 Trọng tài: Nigel Miller |  |

| 9 tháng 8 năm 2016 | Rotherham United (2)                              | 4–5 (s.h.p.) | Morecambe (4)                                              | Rotherham                                                                            |  |
| 19:45              | Halford 59' (ph.đ.) · Yates 81', 120' · Forde 83' | Chi tiết     | Stockton 6' · Dunn 68', 90+2' (ph.đ.), 118' · Ellison 113' | Sân vận động: Sân vận động New York Lượng khán giả: 3,793 Trọng tài: Seb Stockbridge |  |

| 9 tháng 8 năm 2016 | Scunthorpe United (3) | 2–0 (s.h.p.) | Notts County (4) | Scunthorpe                                                                |  |
| 19:45              | Van Veen 100', 115'   | Chi tiết     |                  | Sân vận động: Glanford Park Lượng khán giả: 2,158 Trọng tài: Scott Duncan |  |

| 9 tháng 8 năm 2016 | Sheffield United (3) | 1–2 (s.h.p.) | Crewe Alexandra (4) | Sheffield                                                                |  |
| 19:45              | Clarke 6'            | Chi tiết     | Lowe 89', 100'      | Sân vận động: Bramall Lane Lượng khán giả: 8,305 Trọng tài: James Adcock |  |

| 9 tháng 8 năm 2016 | Shrewsbury Town (3)         | 2–1      | Huddersfield Town (2) | Shrewsbury                                                                 |  |
| 19:45              | Leitch-Smith 1' · Dodds 77' | Chi tiết | Kachunga 39'          | Sân vận động: New Meadow Lượng khán giả: 2,862 Trọng tài: Graham Salisbury |  |

| 9 tháng 8 năm 2016 | Southend United (3) | 1–3      | Gillingham (3)                          | Southend-on-Sea                                                        |  |
| 19:45              | McLaughlin 34'      | Chi tiết | McDonald 56' · Emmanuel-Thomas 74', 88' | Sân vận động: Roots Hall Lượng khán giả: 2,816 Trọng tài: Tim Robinson |  |

| 9 tháng 8 năm 2016 | Walsall (3) | 0–2 (s.h.p.) | Yeovil Town (4)            | Walsall                                                                         |  |
| 19:45              |             | Chi tiết     | Campbell 103' · Dolan 111' | Sân vận động: Sân vận động Bescot Lượng khán giả: 2,699 Trọng tài: Robert Jones |  |

| 9 tháng 8 năm 2016 | Wolverhampton Wanderers (2) | 2–1      | Crawley Town (4) | Wolverhampton                                                                   |  |
| 19:45              | Mason 7' · Coady 76'        | Chi tiết | Boldewijn 13'    | Sân vận động: Sân vận động Molineux Lượng khán giả: 8,252 Trọng tài: Ross Joyce |  |

| 9 tháng 8 năm 2016 | Wycombe Wanderers (4) | 0–1      | Bristol City (2) | High Wycombe                                                          |  |
| 19:45              |                       | Chi tiết | Abraham 27'      | Sân vận động: Adams Park Lượng khán giả: 1,842 Trọng tài: Lee Collins |  |

| 9 tháng 8 năm 2016 | Barnet (4) | 0–4      | Millwall (3)                                                          | Edgware, Luân Đôn                                                                    |  |
| 20:00              |            | Chi tiết | Akinde 23' (l.n.) · O'Brien 35' · Morison 74' · Onyedinma 81' (ph.đ.) | Sân vận động: Sân vận động The Hive Lượng khán giả: 1,410 Trọng tài: Dean Whitestone |  |

| 9 tháng 8 năm 2016 | Reading (2)                    | 2–0      | Plymouth Argyle (4) | Reading                                                                           |  |
| 20:00              | Van den Berg 16' · Beerens 28' | Chi tiết |                     | Sân vận động: Sân vận động Madejski Lượng khán giả: 6,979 Trọng tài: Simon Hooper |  |

| 10 tháng 8 năm 2016 | Burton Albion (2)                       | 3–2 (s.h.p.) | Bury (3)              | Burton upon Trent                                                                |  |
| 19:30               | Reilly 36' · Beavon 105' · Butcher 113' | Chi tiết     | Pope 48' · Maher 120' | Sân vận động: Sân vận động Pirelli Lượng khán giả: 1,523 Trọng tài: Mark Heywood |  |

| 10 tháng 8 năm 2016                          | Fleetwood Town (3)         | 2–2 (s.h.p.) (4–5 p)                             | Leeds United (2)                 | Fleetwood                                                                        |  |
| 19:45                                        | Holloway 13' · Hunter 111' | Chi tiết                                         | Antonsson 89' · Wood 94' (ph.đ.) | Sân vận động: Sân vận động Highbury Lượng khán giả: 3,332 Trọng tài: David Coote |  |
|                                              |                            | Loạt sút luân lưu                                |                                  |                                                                                  |  |
| Grant · Ryan · McLaughlin · Hunter · Jónsson |                            | Wood · Antonsson · Mowatt · Phillips · Hernández |                                  |                                                                                  |  |

| 10 tháng 8 năm 2016 | Luton Town (4)                             | 3–1      | Aston Villa (2) | Luton                                                                     |  |
| 19:45               | Gray 35' · McGeehan 53' · Okore 66' (l.n.) | Chi tiết | Ayew 13'        | Sân vận động: Kenilworth Road Lượng khán giả: 7,412 Trọng tài: Gavin Ward |  |

| 10 tháng 8 năm 2016                      | Queens Park Rangers (2)       | 2–2 (s.h.p.) (4–2 p)               | Swindon Town (3)          | White City, Luân Đôn                                                       |  |
| 19:45                                    | Ngbakoto 58' · Washington 93' | Chi tiết                           | Stewart 72' · Brophy 107' | Sân vận động: Loftus Road Lượng khán giả: 5,440 Trọng tài: Tony Harrington |  |
|                                          |                               | Loạt sút luân lưu                  |                           |                                                                            |  |
| Chery · Polter · Washington · El Khayati |                               | Rodgers · Thomas · Stewart · Barry |                           |                                                                            |  |

| 11 tháng 8 năm 2016 | Bristol Rovers (3) | 1–0 (s.h.p.) | Cardiff City (2) | Bristol                                                                             |  |
| 19:45               | Lines 115'         | Chi tiết     |                  | Sân vận động: Sân vận động Memorial Lượng khán giả: 4,851 Trọng tài: Chris Kavanagh |  |

## Vòng hai

### Tham gia
Có tổng cộng 50 câu lạc bộ thi đấu ở vòng hai: 15 đội mới tham dự vòng này và 35 đội thắng vòng một. 15 câu lạc bộ tham dự vòng này gồm 13 câu lạc bộ của Premier League 2016–17 không tham dự cúp châu  u. Lễ bốc thăm vòng hai diễn ra vào ngày 10 tháng 8 năm 2016 

### Trận đấu
Các trận đấu diễn ra vào tuần 22 tháng 8 năm 2016.
| 23 tháng 8 năm 2016 | Crystal Palace (1)     | 2–0      | Blackpool (4) | South Norwood, Luân Đôn                                                    |  |
| 19:30 BST           | Dann 25' · Wickham 47' | Chi tiết |               | Sân vận động: Selhurst Park Lượng khán giả: 7,533 Trọng tài: Andrew Madley |  |

| 23 tháng 8 năm 2016 | Blackburn Rovers (2)                             | 4–3 (s.h.p.) | Crewe Alexandra (4)             | Blackburn                                                                  |  |
| 19:45 BST           | Akpan 42' · Wharton 69' · Conway 88' · Duffy 97' | Chi tiết     | Bingham 8' · Dagnall 39', 90+3' | Sân vận động: Ewood Park Lượng khán giả: 3,448 Trọng tài: Geoff Eltringham |  |

| 23 tháng 8 năm 2016 | Burton Albion (2) | 0–5      | Liverpool (1)                                                    | Burton upon Trent                                                                |  |
| 19:45 BST           |                   | Chi tiết | Origi 15' · Firmino 22' · Naylor 61' (l.n.) · Sturridge 78', 83' | Sân vận động: Sân vận động Pirelli Lượng khán giả: 6,450 Trọng tài: Simon Hooper |  |

| 23 tháng 8 năm 2016 | Chelsea (1)                    | 3–2      | Bristol Rovers (3)                 | Fulham, Luân Đôn                                                             |  |
| 19:45 BST           | Batshuayi 29', 41' · Moses 31' | Chi tiết | Hartley 35' · Harrison 48' (ph.đ.) | Sân vận động: Stamford Bridge Lượng khán giả: 39,276 Trọng tài: Keith Stroud |  |

| 23 tháng 8 năm 2016 | Derby County (2) | 1–1 (s.h.p.) (14–13 p) | Carlisle United (4) | Derby                                                                                 |  |
| 19:45 BST | Bent 56'         | | Jones 90+5'         | Sân vận động: Sân vận động Pride Park Lượng khán giả: 9,860 Trọng tài: Darren England |  |
| |                  | Loạt sút luân lưu |                     |                                                                                       |  |
| Ince · Blackman · Butterfield · Hughes · Keogh · Elsnik · Baird · Pearce · Lowe · Carson · Ince · Blackman · Butterfield · Hughes · Keogh · Elsnik |                  | Devitt · Jones · Joyce · Wyke · Grainger · McKee · Gillesphey · Ibehre · T. Miller · Raynes · Devitt · Jones · Joyce · Wyke · Grainger · McKee |                     |                                                                                       |  |

| 23 tháng 8 năm 2016 | Everton (1)                                | 4–0      | Yeovil Town (4) | Everton, Liverpool                                                           |  |
| 19:45 BST           | Lennon 28' · Barkley 69' · Koné 83', 90+1' | Chi tiết |                 | Sân vận động: Goodison Park Lượng khán giả: 24,617 Trọng tài: Chris Kavanagh |  |

| 23 tháng 8 năm 2016 | Exeter City (4) | 1–3      | Hull City (1)                     | Exeter                                                                    |  |
| 19:45 BST           | Taylor 24'      | Chi tiết | Diomandé 26', 77' · Snodgrass 81' | Sân vận động: St James Park Lượng khán giả: 4,037 Trọng tài: Andy Woolmer |  |

| 23 tháng 8 năm 2016 | Luton Town (4) | 0–1      | Leeds United (2) | Luton                                                                        |  |
| 19:45 BST           |                | Chi tiết | Denton 23'       | Sân vận động: Kenilworth Road Lượng khán giả: 7,498 Trọng tài: Kevin Johnson |  |

| 23 tháng 8 năm 2016 | Millwall (3) | 1–2      | Nottingham Forest (2)       | Bermondsey, Luân Đôn                                              |  |
| 19:45 BST           | Williams 77' | Chi tiết | Paterson 35' · Veldwijk 87' | Sân vận động: The Den Lượng khán giả: 4,009 Trọng tài: Gavin Ward |  |

| 23 tháng 8 năm 2016 | Newcastle United (2) | 2–0      | Cheltenham Town (4) | Newcastle upon Tyne                                                          |  |
| 19:45 BST           | Pérez 45+2', 47'     | Chi tiết |                     | Sân vận động: St. James' Park Lượng khán giả: 21,972 Trọng tài: Steve Martin |  |

| 23 tháng 8 năm 2016                         | Northampton Town (3)     | 2–2 (s.h.p.) (4–3 p)                               | West Bromwich Albion (1)  | Northampton                                                                       |  |
| 19:45 BST                                   | Diamond 36' · Revell 82' | Chi tiết                                           | McClean 45' · McAuley 47' | Sân vận động: Sân vận động Sixfields Lượng khán giả: 5,516 Trọng tài: Darren Bond |  |
|                                             |                          | Loạt sút luân lưu                                  |                           |                                                                                   |  |
| Hoskins · Taylor · O'Toole · Revell · Gorré |                          | Rondón · Berahino · Fletcher · Phillips · Morrison |                           |                                                                                   |  |

| 23 tháng 8 năm 2016 | Norwich City (2)                                                          | 6–1      | Coventry City (3)    | Norwich                                                                |  |
| 19:45 BST           | Lafferty 25' · Canós 36', 80' · Martin 58' · Ja. Murphy 63' · Godfrey 86' | Chi tiết | Lameiras 56' (ph.đ.) | Sân vận động: Carrow Road Lượng khán giả: 10,510 Trọng tài: David Webb |  |

| 23 tháng 8 năm 2016 | Oxford United (3)          | 2–4      | Brighton & Hove Albion (2)                      | Oxford                                                                         |  |
| 19:45 BST           | Thomas 28' · Crowley 90+4' | Chi tiết | Adekugbe 2' · LuaLua 76' · Manu 81' · Hemed 85' | Sân vận động: Sân vận động Kassam Lượng khán giả: 3,189 Trọng tài: Andy Davies |  |

| 23 tháng 8 năm 2016 | Peterborough United (3) | 1–3      | Swansea City (1)               | Peterborough                                                                         |  |
| 19:45 BST           | Da Silva Lopes 75'      | Chi tiết | Fulton 15' · McBurnie 41', 44' | Sân vận động: Sân vận động London Road Lượng khán giả: 4,727 Trọng tài: James Adcock |  |

| 23 tháng 8 năm 2016 | Preston North End (2)  | 2–0      | Oldham Athletic (3) | Preston                                                              |  |
| 19:45 BST           | Doyle 66' · Hugill 81' | Chi tiết |                     | Sân vận động: Deepdale Lượng khán giả: 5,075 Trọng tài: Scott Duncan |  |

| 23 tháng 8 năm 2016 | Queens Park Rangers (2) | 2–1      | Rochdale (3) | Luân Đôn                                                                   |  |
| 19:45 BST           | Sandro 41', 74'         | Chi tiết | Lund 5'      | Sân vận động: Loftus Road Lượng khán giả: Dean Whitestone Trọng tài: 3,928 |  |

| 23 tháng 8 năm 2016 | Scunthorpe United (3) | 1–2 (s.h.p.) | Bristol City (2)       | Scunthorpe                                                              |  |
| 19:45 BST           | Morris 60' (ph.đ.)    | Chi tiết     | Reid 35' · Abraham 97' | Sân vận động: Glanford Park Lượng khán giả: 2,397 Trọng tài: Ross Joyce |  |

| 23 tháng 8 năm 2016 | Stevenage (4) | 0–4      | Stoke City (1)                      | Stevenage                                                                    |  |
| 19:45 BST           |               | Chi tiết | Crouch 14', 48', 70' · Bardsley 32' | Sân vận động: Broadhall Way Lượng khán giả: 3,363 Trọng tài: Oliver Langford |  |

| 23 tháng 8 năm 2016 | Watford (1) | 1–2 (s.h.p.) | Gillingham (3)        | Watford                                                                      |  |
| 19:45 BST           | Ighalo 57'  | Chi tiết     | Byrne 82' · Dack 102' | Sân vận động: Vicarage Road Lượng khán giả: 7,004 Trọng tài: James Linington |  |

| 23 tháng 8 năm 2016 | Wolverhampton Wanderers (2) | 2–1      | Cambridge United (4) | Wolverhampton                                                          |  |
| 19:45 BST           | Costa 6' · Wallace 13'      | Chi tiết | Elito 14'            | Sân vận động: Molineux Lượng khán giả: 9,500 Trọng tài: Brendan Malone |  |

| 23 tháng 8 năm 2016                         | Reading (2)        | 2–2 (s.h.p.) (4–2 p)                         | Milton Keynes Dons (3)                | Reading                                                                                 |  |
| 20:00 BST                                   | Harriott 68', 114' | Chi tiết                                     | Bowditch 34' (ph.đ.) · Tshimanga 118' | Sân vận động: Sân vận động Madejski Lượng khán giả: 6,848 Trọng tài: Charles Breakspear |  |
|                                             |                    | Loạt sút luân lưu                            |                                       |                                                                                         |  |
| Williams · Evans · Quinn · Harriott · Obita |                    | Upson · Reeves · Carruthers · G. C. Williams |                                       |                                                                                         |  |

| 24 tháng 8 năm 2016 | Accrington Stanley (4) | 1–0 (s.h.p.) | Burnley (1) | Accrington                                                                       |  |
| 19:45 BST           | Pearson 120'           | Chi tiết     |             | Sân vận động: Sân vận động Wham Lượng khán giả: 3,170 Trọng tài: Tony Harrington |  |

| 24 tháng 8 năm 2016 | Fulham (2)                            | 2–1 (s.h.p.) | Middlesbrough (1) | Fulham, Luân Đôn                                                          |  |
| 19:45 BST           | De Sart 54' (l.n.) · Christensen 113' | Chi tiết     | Nugent 8'         | Sân vận động: Craven Cottage Lượng khán giả: 8,522 Trọng tài: David Coote |  |

| 24 tháng 8 năm 2016 | Morecambe (4) | 1–2      | AFC Bournemouth (1)       | Morecambe                                                               |  |
| 19:45 BST           | Stockton 14'  | Chi tiết | Gradel 8' · M. Wilson 54' | Sân vận động: Globe Arena Lượng khán giả: 2,542 Trọng tài: Peter Bankes |  |

| 24 tháng 8 năm 2016 | Sunderland (1) | 1–0      | Shrewsbury Town (3) | Sunderland                                                                           |  |
| 19:45 BST           | Januzaj 83'    | Chi tiết |                     | Sân vận động: Sân vận động Ánh Sáng Lượng khán giả: 13,979 Trọng tài: Jeremy Simpson |  |

## Vòng ba

### Các đội
Có tổng cộng 32 câu lạc bộ tham dự vòng ba, bảy đội mới và 25 đội thắng vòng hai. Bảy đội tham dự vòng này là các câu lạc bộ của Premier League 2016–17 tham dự cúp châu Âu mùa giải 2016–17. Không có hạt giống vòng này.

### Trận đấu
| 20 tháng 9 năm 2016 | AFC Bournemouth (1)               | 2–3 (s.h.p.) | Preston North End (2)   | Bournemouth                                                            |  |
| 19:45 BST           | Grabban 52' (ph.đ.) · Gosling 76' | Chi tiết     | Makienok 11', 85', 111' | Sân vận động: Dean Court Lượng khán giả: 7,595 Trọng tài: Simon Hooper |  |

| 20 tháng 9 năm 2016 | Brighton & Hove Albion (2) | 1–2      | Reading (2)           | Brighton                                                                       |  |
| 19:45 BST           | Hemed 85'                  | Chi tiết | Quinn 32' · Swift 54' | Sân vận động: Sân vận động Falmer Lượng khán giả: 6,235 Trọng tài: Lee Probert |  |

| 20 tháng 9 năm 2016 | Derby County (2) | 0–3      | Liverpool (1)                         | Derby                                                                                |  |
| 19:45 BST           |                  | Chi tiết | Klavan 24' · Coutinho 50' · Origi 54' | Sân vận động: Sân vận động Pride Park Lượng khán giả: 26,245 Trọng tài: Graham Scott |  |

| 20 tháng 9 năm 2016 | Everton (1) | 0–2      | Norwich City (2)              | Liverpool                                                                   |  |
| 19:45 BST           |             | Chi tiết | Naismith 41' · Jo. Murphy 74' | Sân vận động: Goodison Park Lượng khán giả: 29,550 Trọng tài: Andrew Madley |  |

| 20 tháng 9 năm 2016 | Leeds United (2) | 1–0      | Blackburn Rovers (2) | Leeds                                                                     |  |
| 19:45 BST           | Wood 84'         | Chi tiết |                      | Sân vận động: Elland Road Lượng khán giả: 8,488 Trọng tài: Darren Deadman |  |

| 20 tháng 9 năm 2016 | Leicester City (1) | 2–4 (s.h.p.) | Chelsea (1)                                        | Leicester                                                                             |  |
| 19:45 BST           | Okazaki 17', 34'   | Chi tiết     | Cahill 45+2' · Azpilicueta 50' · Fàbregas 92', 94' | Sân vận động: Sân vận động King Power Lượng khán giả: 29,899 Trọng tài: Robert Madley |  |

| 20 tháng 9 năm 2016 | Newcastle United (2)       | 2–0      | Wolverhampton Wanderers (2) | Newcastle upon Tyne                                                         |  |
| 19:45 BST           | Ritchie 29' · Gouffran 31' | Chi tiết |                             | Sân vận động: St James' Park Lượng khán giả: 34,735 Trọng tài: Andy Woolmer |  |

| 20 tháng 9 năm 2016 | Nottingham Forest (2) | 0–4      | Arsenal (1)                                                   | Nottingham                                                               |  |
| 19:45 BST           |                       | Chi tiết | Xhaka 23' · Pérez 60' (ph.đ.), 71' · Oxlade-Chamberlain 90+4' | Sân vận động: City Ground Lượng khán giả: 28,567 Trọng tài: Paul Tierney |  |

| 21 tháng 9 năm 2016 | Fulham (2) | 1–2      | Bristol City (2)            | Fulham, Luân Đôn                                                          |  |
| 19:45 BST           | Piazon 14' | Chi tiết | Wilbraham 45' · Abraham 90' | Sân vận động: Craven Cottage Lượng khán giả: 6,017 Trọng tài: Andy Davies |  |

| 21 tháng 9 năm 2016 | Northampton Town (3) | 1–3      | Manchester United (1)                    | Northampton                                                                     |  |
| 19:45 BST           | Revell 42' (ph.đ.)   | Chi tiết | Carrick 18' · Herrera 68' · Rashford 75' | Sân vận động: Sixfields Stadium Lượng khán giả: 7,798 Trọng tài: Stuart Attwell |  |

| 21 tháng 9 năm 2016 | Queens Park Rangers (2) | 1–2      | Sunderland (1)  | White City, Luân Đôn                                                     |  |
| 19:45 BST           | Sandro 60'              | Chi tiết | McNair 70', 80' | Sân vận động: Loftus Road Lượng khán giả: 14,301 Trọng tài: Peter Bankes |  |

| 21 tháng 9 năm 2016 | Southampton (1)                  | 2–0      | Crystal Palace (1) | Southampton                                                                         |  |
| 19:45 BST           | Austin 33' (ph.đ.) · Hesketh 63' | Chi tiết |                    | Sân vận động: Sân vận động St Mary's Lượng khán giả: 14,080 Trọng tài: James Adcock |  |

| 21 tháng 9 năm 2016 | Swansea City (1) | 1–2      | Manchester City (1)             | Swansea                                                                           |  |
| 19:45 BST           | Sigurðsson 90+3' | Chi tiết | Clichy 49' · García Serrano 68' | Sân vận động: Sân vận động Liberty Lượng khán giả: 18,237 Trọng tài: Keith Stroud |  |

| 21 tháng 9 năm 2016 | West Ham United (1) | 1–0      | Accrington Stanley (4) | Stratford, Luân Đôn                                                               |  |
| 19:45 BST           | Payet 90+6'         | Chi tiết |                        | Sân vận động: Sân vận động Olympic Lượng khán giả: 39,877 Trọng tài: Steve Martin |  |

| 21 tháng 9 năm 2016 | Stoke City (1) | 1–2      | Hull City (1)               | Stoke-on-Trent                                                                     |  |
| 20:00 BST           | Arnautović 24' | Chi tiết | Mason 45' · Henriksen 90+1' | Sân vận động: Sân vận động Bet365 Lượng khán giả: 10,550 Trọng tài: Chris Kavanagh |  |

| 21 tháng 9 năm 2016 | Tottenham Hotspur (1)                                            | 5–0      | Gillingham (3) | Tottenham, Luân Đôn                                                         |  |
| 20:00 BST           | Eriksen 31', 48' · Janssen 50' (ph.đ.) · Onomah 65' · Lamela 68' | Chi tiết |                | Sân vận động: White Hart Lane Lượng khán giả: 26,244 Trọng tài: David Coote |  |

## Vòng bốn

### Các đội
Tổng cộng có 16 câu lạc bộ tham dự vòng bốn, là các đội thắng vòng trước. Không có hạt giống vòng này. Lễ bốc thăm phân cặp thi đấu vào ngày 21 tháng 9 năm 2016.

### Trận đấu
Các trận đấu diễn ra vào tuần 24 tháng 10 năm 2016.
| 25 tháng 10 năm 2016 | Arsenal (1)                 | 2–0      | Reading (2) | Holloway, London                                                                   |  |
| 19:45 BST            | Oxlade-Chamberlain 33', 78' | Chi tiết |             | Sân vận động: Sân vận động Emirates Lượng khán giả: 59,865 Trọng tài: Graham Scott |  |

| 25 tháng 10 năm 2016 | Bristol City (2) | 1–2      | Hull City (1)            | Bristol                                                                  |  |
| 19:45 BST            | Tomlin 90+3'     | Chi tiết | Maguire 44' · Dawson 47' | Sân vận động: Ashton Gate Lượng khán giả: 16,149 Trọng tài: Keith Stroud |  |

| 25 tháng 10 năm 2016                      | Leeds United (2)          | 2–2 (s.h.p.) (3–2 p)                              | Norwich City (2)             | Leeds                                                                    |  |
| 19:45 BST                                 | Antonsson 43' · Wood 109' | Chi tiết                                          | Pritchard 14' · Oliveira 99' | Sân vận động: Elland Road Lượng khán giả: 22,222 Trọng tài: Andy Woolmer |  |
|                                           |                           | Loạt sút luân lưu                                 |                              |                                                                          |  |
| Wood · Roofe · Phillips · Grimes · Vieira |                           | Dorrans · Pritchard · Naismith · Oliveira · Brady |                              |                                                                          |  |

| 25 tháng 10 năm 2016 | Liverpool (1)     | 2–1      | Tottenham Hotspur (1) | Liverpool                                                             |  |
| 19:45 BST            | Sturridge 9', 64' | Chi tiết | Janssen 76' (ph.đ.)   | Sân vận động: Anfield Lượng khán giả: 53.051 Trọng tài: Jonathan Moss |  |

| 25 tháng 10 năm 2016 | Newcastle United (2)                                                   | 6–0      | Preston North End (2) | Newcastle upon Tyne                                                          |  |
| 19:45 BST            | Mitrović 19', 55' · Diamé 38', 87' · Ritchie 53' (ph.đ.) · Pérez 90+1' | Chi tiết |                       | Sân vận động: St James' Park Lượng khán giả: 49,042 Trọng tài: Andrew Madley |  |

| 26 tháng 10 năm 2016 | Southampton (1) | 1–0      | Sunderland (1) | Southampton                                                                           |  |
| 19:45 BST            | Boufal 66'      | Chi tiết |                | Sân vận động: Sân vận động St Mary's Lượng khán giả: 21,460 Trọng tài: Chris Kavanagh |  |

| 26 tháng 10 năm 2016 | West Ham United (1)         | 2–1      | Chelsea (1)  | Stratford, London                                                                 |  |
| 19:45 BST            | Kouyaté 11' · Fernandes 48' | Chi tiết | Cahill 90+4' | Sân vận động: Sân vận động Olympic Lượng khán giả: 45,957 Trọng tài: Craig Pawson |  |

| 26 tháng 10 năm 2016 | Manchester United (1) | 1–0      | Manchester City (1) | Old Trafford, Manchester                                               |  |
| 20:00 BST            | Mata 54'              | Chi tiết |                     | Sân vận động: Old Trafford Lượng khán giả: 74.196 Trọng tài: Mike Dean |  |

## Vòng năm

### Các đội
Tổng cộng có tám câu lạc bộ tham dự vòng năm, là các đội thắng vòng trước. Không có hạt giống vòng này. Lễ bốc thăm phân cặp thi đấu vào ngày 26 tháng 10 năm 2016.

### Trận đấu
| 29 tháng 11 năm 2016             | Hull City (1) | 1–1 (s.h.p.) (3–1 p)              | Newcastle United (2) | Kingston upon Hull                                                               |  |
| 19:45 GMT                        | Snodgrass 99' | Chi tiết                          | Diamé 98'            | Sân vận động: Sân vận động KCOM Lượng khán giả: 16,243 Trọng tài: Neil Swarbrick |  |
|                                  |               | Loạt sút luân lưu                 |                      |                                                                                  |  |
| Snodgrass · Dawson · Huddlestone |               | Shelvey · Gayle · Atsu · Gouffran |                      |                                                                                  |  |

| 29 tháng 11 năm 2016 | Liverpool (1)            | 2–0      | Leeds United (2) | Liverpool                                                              |  |
| 19:45 GMT            | Origi 76' · Woodburn 81' | Chi tiết |                  | Sân vận động: Anfield Lượng khán giả: 52.012 Trọng tài: Andre Marriner |  |

| 30 tháng 11 năm 2016 | Arsenal (1) | 0–2      | Southampton (1)           | Holloway, London                                                                   |  |
| 19:45 GMT            |             | Chi tiết | Clasie 13' · Bertrand 38' | Sân vận động: Sân vận động Emirates Lượng khán giả: 59,013 Trọng tài: Kevin Friend |  |

| 30 tháng 11 năm 2016 | Manchester United (1)                    | 4–1      | West Ham United (1) | Old Trafford, Manchester                                                |  |
| 20:00 GMT            | Ibrahimović 2', 90+3' · Martial 48', 62' | Chi tiết | Fletcher 35'        | Sân vận động: Old Trafford Lượng khán giả: 65.269 Trọng tài: Mike Jones |  |

## Bán kết

### Các đội
Tổng cộng có bốn câu lạc bộ tham dự bán kết, là các đội thắng vòng trước. Không có hạt giống vòng này. Lễ bốc thăm phân cặp thi đấu vào ngày 30 tháng 11 năm 2016.

#### Lượt đi
Các trận lượt đi sẽ diễn ra vào ngày 10, 11 tháng 1 năm 2017.
| 10 tháng 1 năm 2017 | Manchester United (1)   | 2–0      | Hull City (1) | Old Trafford, Manchester                                                  |  |
| 20:00 GMT           | Mata 56' · Fellaini 87' | Chi tiết |               | Sân vận động: Old Trafford Lượng khán giả: 65.798 Trọng tài: Kevin Friend |  |

| 11 tháng 1 năm 2017 | Southampton (1) | 1–0      | Liverpool (1) | Southampton                                                                           |  |
| 19:45 GMT           | Redmond 20'     | Chi tiết |               | Sân vận động: Sân vận động St Mary's Lượng khán giả: 31,480 Trọng tài: Neil Swarbrick |  |

#### Lượt về
Các trận lượt về sẽ diễn ra vào ngày 25, 26 tháng 1 năm 2017.
| 25 tháng 1 năm 2017 | Liverpool (1) | 0−1 (TTS 0−2) | Southampton (1) | Liverpool                                                               |  |
| 20:00 GMT           |               | Chi tiết      | Long 90+1'      | Sân vận động: Anfield Lượng khán giả: 52.238 Trọng tài: Martin Atkinson |  |

| 26 tháng 1 năm 2017 | Hull City (1)                        | 2−1 (TTS 2−3) | Manchester United (1) | Kingston upon Hull                                                         |  |
| 19:45 GMT           | Huddlestone 35' (ph.đ.) · Niasse 85' | Chi tiết      | Pogba 66'             | Sân vận động: KCOM Stadium Lượng khán giả: 16,831 Trọng tài: Jonathan Moss |  |

## Chung kết
Trận chung kết League Cup sẽ diễn ra vào ngày 26 tháng 2 năm 2017 trên Sân vận động Wembley.
| Manchester United                  | 3–2      | Southampton           |
| ---------------------------------- | -------- | --------------------- |
| Ibrahimović 19', 87' · Lingard 38' | Chi tiết | Gabbiadini 45+1', 48' |

## Tốp ghi bàn
| Vị trí | Cầu thủ                 | Câu lạc bộ          | Số bàn thắng |
| ------ | ----------------------- | ------------------- | ------------ |
| 1      | Zlatan Ibrahimović      | Manchester United   | 4            |
| 1      | Daniel Sturridge        | Liverpool           | 4            |
| 3      | Tammy Abraham           | Bristol City        | 3            |
| 3      | Dean Bowditch           | Milton Keynes Dons  | 3            |
| 3      | Peter Crouch            | Stoke City          | 3            |
| 3      | Mohamed Diamé           | Newcastle United    | 3            |
| 3      | Jack Dunn               | Morecambe           | 3            |
| 3      | Simon Makienok          | Preston North End   | 3            |
| 3      | Ayoze Pérez             | Newcastle United    | 3            |
| 3      | Divock Origi            | Liverpool           | 3            |
| 3      | Alex Oxlade-Chamberlain | Arsenal             | 3            |
| 3      | Sandro                  | Queens Park Rangers | 3            |
| 3      | Chris Wood              | Leeds United        | 3            |